# Verdrag tot vaststelling van een Grondwet voor Europa
De Europese Grondwet (formeel: Verdrag tot vaststelling van een Grondwet voor Europa) was een voorstel uit 2004 voor een verdrag tussen de lidstaten van de Europese Unie.
De aanvankelijk beoogde grondwet zou, na de ratificatie door de lidstaten, op 1 november 2006 van kracht zijn geworden. Zo ver is het echter niet gekomen, waarna dit verdrag is verlaten. In 2007 is er een ander verdrag voor deze Europese Grondwet in de plaats gekomen, het Verdrag van Lissabon. Dit nieuwe verdrag werd op 13 december 2007 getekend door de Europese leiders.

## Geschiedenis
De lidstaten van de Europese Unie hadden dit nieuwe verdrag voorgesteld, enerzijds ter vervanging van de grote serie verdragen waar de Unie tot dan toe op gebaseerd was en anderzijds met het doel tegemoet te komen aan de veranderende verwachtingen van de burgers van de Unie en de veranderende wereld waarin de Unie zich bevindt.
Op de vergadering van de Europese Raad van 17-18 juni 2004 werd een akkoord bereikt over de grondwet. Op 29 oktober 2004 werd de grondwet ondertekend door deze Raad en de ministers van Buitenlandse Zaken van de lidstaten. Hierna begon het ratificatieproces.
Nadat Frankrijk en Nederland in mei en juni 2005 het verdrag in referenda hadden verworpen, besloot de Europese Raad in zijn top van 16-17 juni 2005 tot uitstel van ratificatie. Tien landen hadden op dat moment het verdrag geratificeerd. De oorspronkelijk geplande datum van 1 november 2006 waarop de Grondwet van kracht zou worden, werd voor onbepaalde tijd uitgesteld. Veel landen kondigden aan hun ratificatie, al dan niet per referendum, uit te stellen.
Op de Europese top van 21-22 juni 2007 werd besloten af te zien van de Europese Grondwet. In plaats daarvan kwam het Verdrag van Lissabon, getekend op 13 december 2007. Dit verdrag werd van kracht op 1 december 2009.

## Geschiedenis en ratificatie

Status van de ratificatie in de 25 lidstaten.
Referendum aangekondigd
Geen referendum gepland
Ja - Toetredingsverdrag
Ja - Enkel het parlement
Ja - Referendum
Nee - Referendum
Referendum voor onbepaalde tijd uitgesteld

De Europese Grondwet was gedeeltelijk gebaseerd op de twee hoofdverdragen die nu ten grondslag liggen aan de Europese Unie: het Verdrag van Rome (1957) en het Verdrag van Maastricht (1992). Deze verdragen zijn op hun beurt weer veranderd door onder andere het Fusieverdrag (1965), het Verdrag van Amsterdam (1997) en het Verdrag van Nice (2001).
Het startsein voor de Grondwet voor Europa werd gegeven met de Verklaring van Laken, waarbij een Europese Conventie in het leven werd geroepen die een ontwerpgrondwet moest formuleren. De ontwerpgrondwet werd gepubliceerd in juli 2003. Bij de eerste Europese top over deze ontwerptekst werd al snel duidelijk dat het niet gemakkelijk zou worden het eens te worden over de uiteindelijke tekst; de top werd een mislukking. Na veel onderhandelen over voornamelijk de nieuwe definitie van een gekwalificeerde meerderheid en de toepassing daarvan, werd uiteindelijk in juni 2004 overeenstemming bereikt over de tekst.
Het grondwettelijke verdrag werd getekend in Rome op 29 oktober 2004, de plaats waar ook de eerste echte Europese Gemeenschap werd opgericht in 1957. Voor het verdrag in werking kon treden, moest het echter geratificeerd worden door alle lidstaten. Aanvankelijk werd verwacht dat dit proces twee jaar zou duren. In sommige landen zou de ratificatie plaatsvinden door zowel parlementaire goedkeuring als goedkeuring door het volk (door middel van een referendum), en in sommige landen zou ratificatie zich alleen parlementair voltrekken.
| Referenda over het verdrag                | Referenda over het verdrag | Referenda over het verdrag                                                             | Referenda over het verdrag                                                             |
| Lidstaat                                  | Datum                      | Resultaat                                                                              |                                                                                        |
| ----------------------------------------- | -------------------------- | -------------------------------------------------------------------------------------- | -------------------------------------------------------------------------------------- |
| Spanje                                    | 20 februari 2005           | Ja. 76,7% voor.                                                                        |                                                                                        |
| Frankrijk                                 | 29 mei 2005                | Nee. 45,1% voor.                                                                       |                                                                                        |
| Nederland                                 | 1 juni 2005                | Nee. 38,5% voor.                                                                       |                                                                                        |
| Luxemburg                                 | 10 juli 2005               | Ja. 56,5% voor.                                                                        |                                                                                        |
| Polen                                     | Uitgesteld                 |                                                                                        |                                                                                        |
| Denemarken                                | Uitgesteld                 |                                                                                        |                                                                                        |
| Ierland                                   | Uitgesteld                 |                                                                                        |                                                                                        |
| Portugal                                  | Uitgesteld                 |                                                                                        |                                                                                        |
| Verenigd Koninkrijk                       | Uitgesteld                 |                                                                                        |                                                                                        |
| Tsjechië                                  | Uitgesteld                 |                                                                                        |                                                                                        |
| Parlementaire goedkeuring van het verdrag |                            |                                                                                        |                                                                                        |
| Parlement                                 | Datum                      | Resultaat                                                                              | Resultaat                                                                              |
| Litouwen                                  | 11 november 2004           | Ja. 84 voor, 4 tegen.                                                                  | Ja. 84 voor, 4 tegen.                                                                  |
| Hongarije                                 | 20 december 2004           | Ja. 322 voor, 12 tegen.                                                                | Ja. 322 voor, 12 tegen.                                                                |
| Europees Parlement                        | 12 januari 2005            | Ja. 500 voor, 137 tegen.                                                               | Ja. 500 voor, 137 tegen.                                                               |
| Slovenië                                  | 1 februari 2005            | Ja. 79 voor, 4 tegen.                                                                  | Ja. 79 voor, 4 tegen.                                                                  |
| Italië                                    | 6 april 2005               | Ja. Lagerhuis: 436 voor, 28 tegen. · Senaat: 217 voor, 16 tegen.                       | Ja. Lagerhuis: 436 voor, 28 tegen. · Senaat: 217 voor, 16 tegen.                       |
| Griekenland                               | 19 april 2005              | Ja. 268 voor, 17 tegen.                                                                | Ja. 268 voor, 17 tegen.                                                                |
| Slowakije                                 | 11 mei 2005                | Ja. 116 voor, 27 tegen.                                                                | Ja. 116 voor, 27 tegen.                                                                |
| Spanje                                    | 18 mei 2005                | Ja. Lagerhuis: 319 voor, 19 tegen. · Senaat: 225 voor, 6 tegen.                        | Ja. Lagerhuis: 319 voor, 19 tegen. · Senaat: 225 voor, 6 tegen.                        |
| Oostenrijk                                | 25 mei 2005                | Ja. Lagerhuis: 182 voor, 1 tegen. · Senaat: 59 voor, 3 tegen.                          | Ja. Lagerhuis: 182 voor, 1 tegen. · Senaat: 59 voor, 3 tegen.                          |
| Duitsland                                 | 27 mei 2005                | Ja. Lagerhuis: 569 voor, 23 tegen. · Senaat: 66 voor, 0 tegen, 3 neutraal.             | Ja. Lagerhuis: 569 voor, 23 tegen. · Senaat: 66 voor, 0 tegen, 3 neutraal.             |
| Letland                                   | 2 juni 2005                | Ja. 71 voor, 5 tegen.                                                                  | Ja. 71 voor, 5 tegen.                                                                  |
| Cyprus                                    | 30 juni 2005               | Ja 30 voor, 19 tegen.                                                                  | Ja 30 voor, 19 tegen.                                                                  |
| Malta                                     | 6 juli 2005                | Ja 65 voor, 0 tegen.                                                                   | Ja 65 voor, 0 tegen.                                                                   |
| België                                    | 8 februari 2006            | Ja. Senaat: 54 voor, 9 tegen, 1 onthouding. · Kamer: 118 voor, 18 tegen, 1 onthouding. | Ja. Senaat: 54 voor, 9 tegen, 1 onthouding. · Kamer: 118 voor, 18 tegen, 1 onthouding. |
| Estland                                   | 9 mei 2006                 | Ja 73 voor, 1 tegen.                                                                   | Ja 73 voor, 1 tegen.                                                                   |
| Finland                                   | Uitgesteld                 |                                                                                        |                                                                                        |
| Zweden                                    | Uitgesteld                 |                                                                                        |                                                                                        |

Dat de inbreng van de individuele burgers bij deze "ratificatie" niet voor alle burgers identiek was en dat, meer in het bijzonder, sommige burgers de mogelijkheid hadden hun stem specifiek uit te brengen over deze grondwet en andere niet, werd door vele inwoners van de Europese Unie als een onrecht gezien. De reden van de uiteenlopende ratificatieprocedures lag in het feit dat deze procedures door elk land afzonderlijk werd vastgelegd.
Op 29 mei respectievelijk 1 juni 2005 verwierpen Frankrijk en Nederland het voorstel, terwijl de grondwet alleen kon worden aangenomen indien alle landen het goedkeurden. De grondwet omvatte echter ook een artikel waarin stond dat als ten minste 4/5 van de landen (twintig lidstaten) deze constitutie aannamen, hier overleg over moest worden gevoerd. De maximaal vijf tegenstemmende landen zouden in zo'n geval aan de minimaal twintig voorstemmers moeten voorleggen, hoe men uit de impasse zou kunnen geraken.
Bij het aantreden van Angela Merkel als nieuwe bondskanselier maakte zij bekend dat ze in 2007 onder Duits voorzitterschap van de Europese Unie de grondwet nieuw leven in wilde blazen.
Eind januari 2006 vond een conferentie over het verdrag op hoog niveau plaats in het Oostenrijkse Salzburg, maar de lidstaten bleven verdeeld over de toekomst van het document.

## Opbouw van de Grondwet
Het verdrag over een grondwet voor Europa was verdeeld in een preambule, vier verdragsdelen en een aanhangsel met meerdere protocollen:
- De preambule gaat vooraf aan de eigenlijke verdragsbepalingen. In de preambule worden de redenen opgesomd voor de oprichting van de Europese Unie — zowel de omstandigheden die leidden tot de oprichting als de doelstellingen van de Unie worden benoemd.
- Verdragsdeel I over Grondbeginselen. Het eerste verdragsdeel behandelt de grondbeginselen van de Europese Unie. Het verdrag begint in artikel 1 met het idee dat krachtens dit verdrag de Europese Unie door de verdragsluitende partijen in het leven wordt geroepen. Behalve definitie en doelstelling van de Unie beschrijft het ook de bevoegdheden, de organen en de financiering van de Unie. De precieze invulling van de hier genoemde bepalingen vindt plaats in de bepalingen van de overige verdragsdelen.
- Verdragsdeel II over het Charta van de Grondrechten. In dit onderdeel worden de Europese grondrechten opgesomd. Het is voor het eerst dat in een verdrag van de Europese Unie deze grondrechten worden genoemd. Onder de grondrechten vallen uiteenlopende klassieke en sociale mensenrechten, zoals het recht op vrije meningsuiting en vereniging, het recht op vrije uitoefening van een beroep in de gehele unie, het hebben van inzage in overheidsdocumenten in de gehele unie, recht op eigendom, stakingsrecht, non-discriminatie-beginsel, rechten van het kind, bescherming tegen onredelijk ontslag, bescherming van persoonlijke gegevens, toegang tot sociale zekerheid en gezondheidszorg en het recht op de eerbiediging van gewetensbezwaren (bij dienstweigering).
- Verdragsdeel III over de beleidsterreinen. Dit deel geeft de beleidsterreinen en de daarbij behorende besluitvormingsprocedures aan. Dit verdragsdeel is verreweg de grootste van alle delen.
- Verdragsdeel IV over de Overgangs- en Slotbepalingen. Deze bepalingen zorgen voor een correcte overgang wanneer de oude verdragen hun geldigheid verliezen en de grondwet in werking treedt. Het waarborgt de continuïteit van lopende procedures voor instellingen die van naam en soms ook inhoud veranderen, de geldigheid van de rechtspraak van het Europese Hof en de uitzondering van de geldigheid van grondwetsbepalingen voor sommige gebiedsdelen (Kanaaleilanden, overzeese gebiedsdelen). Het regelt ook de procedure voor toekomstige grondwetswijzigingen, waarbij nationale parlementen een grotere rol krijgen dan nu het geval is. Het geeft 1 november 2006 als datum van inwerkingtreding.
- Annex met verscheidene Protocollen. In de annex bevinden zich 36 protocollen, die allen uitdrukkelijk deel uitmaken van de grondwet. Het betreft bijvoorbeeld de bijzondere positie van Denemarken inzake de voorbehouden die dat land maakte inzake verdere integratie, stemverhoudingen in de Raad, inspraak- en bezwaarprocedures voor nationale parlementen en de positie van het publieke omroepbestel in de unie. In een aantal bijlagen bevindt zich onder andere een gewijzigd Euratomverdrag en bepalingen voor geldigheid van de grondwet in overzeese gebiedsdelen.

## Belangrijkste punten
De belangrijkste punten van het Verdrag tot vaststelling van een Grondwet voor Europa waren:
- De Europese Unie wordt een persoon van internationaal recht;
- Het vastleggen van bepaalde vrijheden en burgerrechten;
- Consolidering van de bestaande verdragen van de unie;
- Meer besluitvorming bij gekwalificeerde meerderheid, in plaats van de unanimiteit die nu vaak vereist is;
- Op belangrijke gebieden, zoals buitenlandbeleid en fiscaal beleid blijft het vetorecht in stand;
- De Europese Raad krijgt een vaste voorzitter, in plaats van een halfjaarlijks wisselende voorzitter;
- Burgers krijgen een recht van petitie. Met een miljoen handtekeningen kan een niet-bindend voorstel aan de Europese Commissie worden gedaan;
- Er komt een minister van Buitenlandse Zaken van de Europese Unie;
- Nationale parlementen krijgen meer macht door de subsidiariteitstoets: wanneer een derde van de nationale parlementen een wetsontwerp afkeurt omdat het te veel inbreuk maakt op de nationale soevereiniteit moet het worden heroverwogen. Het besluit kan dan echter wel weer opnieuw worden genomen.
- Het Europees Parlement wordt medebeslisser op aan aantal gebieden waarop ze dat nu nog niet is: landbouw, structuurfondsen en justitie, en binnenlandse zaken. Het parlement krijgt geen initiatiefrecht;
- Een land kan besluiten uit de EU te stappen;
- Meer transparantie. Zo dient de Raad van Ministers voortaan in het openbaar te vergaderen. Het Europees Parlement had deze verplichting al. Ook worden meer documenten openbaar, en worden in de lidstaten documenten raadpleegbaar voor alle burgers van de unie. De uitvoerende macht op het niveau van de EU, de Europese Commissie, vergadert net als de uitvoerende macht in de lidstaten (de regeringen) achter gesloten deuren. Desondanks menen tegenstanders dat voor de EU hogere transparantie moet gelden dan voor hun eigen regeringen.
- De Europese Commissie zal in de toekomst slechts een 17-tal leden meer bevatten. Een zetel in de Commissie voor elk land bij de Europese Unie (27 leden) bemoeilijkt het overleg en samenwerking. Dat betekent dat een land de kans heeft een jaar geen vertegenwoordiger in de Commissie te hebben zitten en een volgend jaar weer wel.

## Verdrag tot vaststelling van een Grondwet voor Europa en nationale grondwet
Het Verdrag tot vaststelling van een Grondwet voor Europa besprak deels andere zaken dan nationale grondwetten, omdat het ook moest vastleggen hoe de verhoudingen zouden liggen tussen de nationale overheden en de unie.
De grondwet wilde vastleggen dat wanneer wetten conflicteren het Verdrag tot vaststelling van een Grondwet voor Europa prevaleert. De lidstaten zouden hiermee expliciet de autoriteit van de Unie boven die van individuele lidstaten op gebieden waar de Unie beslissingen mag nemen, hebben erkend. Deze toevoeging aan het Verdrag onderstreepte bovendien nog eens de al bestaande situatie, waarin Europese autoriteit middels zaken als Europese richtlijnen voorgaat boven die van de individuele lidstaten.
Tegenstanders van het grondwettelijke verdrag wezen op deze passage als bewijs van hun stelling dat met het invoeren van de Europese Grondwet de nationale soevereiniteit van de lidstaten zou verdwijnen. De passage was echter een samenvatting van de bestaande situatie. Met de bestaande verdragen geldt al lange tijd dat Europese Richtlijnen, Besluiten en Verordeningen bindend zijn en voorgaan boven nationale wetgeving. Daarnaast geldt ook voor lidstaten als Nederland en België reeds tientallen jaren dat hun respectievelijke grondwetten internationale verdragen (en daaruit volgende regelgeving) boven de nationale grondwet laten prevaleren.

## Discussie over de Grondwet
Het Verdrag tot vaststelling van een Grondwet voor Europa wilde de besluitvorming vereenvoudigen en zou het Europees Parlement een aantal nieuwe bevoegdheden hebben toegekend. Daarentegen was het niet in alle opzichten een radicale breuk met de bestaande praktijk. Op grond van de bestaande verdragen was het handelen van de EU vooral gericht op en vanuit de economie. Dat wekte bij veel burgers bezorgdheid over de status van de sociale markteconomie, het overleg tussen sociale partners, de toekomst van een pluriform mediabestel, toegankelijkheid van de gezondheidszorg en andere openbare voorzieningen, niveau van de sociale zekerheid en de mate van consumentenbescherming (voedselveiligheid). In welke mate de grondwet antwoorden zou of kon geven op deze onderwerpen was niet altijd duidelijk en onderwerp van discussie.

### Vorm

#### God en tradities
De grondwet had geen verwijzing naar God, maar in de plaats daarvan werd verwezen naar de culturele, religieuze en humanistische tradities van Europa. De vraag of God in de grondwet genoemd zou moeten worden, was een speerpunt in de discussie over de grondwet. Sommige landen, zoals Frankrijk, dat een laïcistische en anti-klerikale traditie kent, vonden een verwijzing naar God vanwege de scheiding tussen Kerk en staat ongewenst. Andere landen zoals Polen en Ierland, die beide een grote katholieke bevolking tellen, hechtten wel waarde aan een verwijzing naar God. De verwijzing naar de verschillende tradities was bedoeld als een compromis tussen beide opvattingen.

#### Lengte en complexiteit

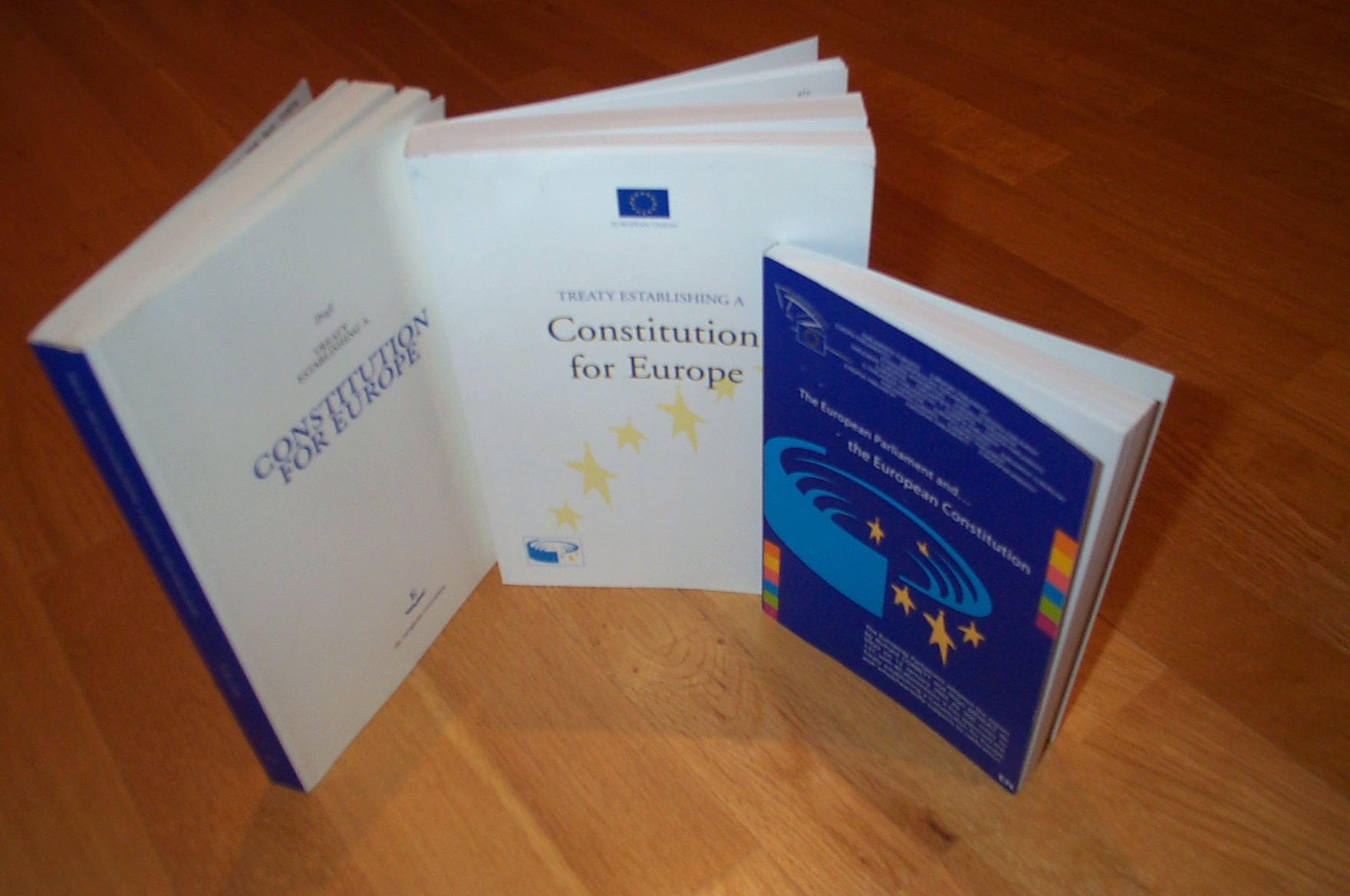
Versies van het Verdrag tot oprichting van een Grondwet voor Europa in de Engelse taal, die door de Europese Unie voor het grote publiek werden gepubliceerd. Van links naar rechts: het ontwerp door de Europese Conventie; de volledige versie van de Intergouvernementele Conferentie (tekst zoals die door te bekrachtigen gevolmachtigden zou worden ondertekend) met de protocollen en de bijlagen; de verkorte versie met de resolutie van het Europees Parlement van goedkeuring, maar zonder de protocollen en de bijlagen, voor bezoekers bij het Europees Parlement. De versies in andere Europese talen werden ook gepubliceerd.

De grondwet was veel korter en eenvoudiger dan de bestaande verdragen die de regels van de unie vastleggen, maar langer dan de afzonderlijke grondwetten van de lidstaten. Om een competentiestrijd tussen de Unie en de lidstaten te voorkomen had men gekozen voor een precieze omschrijving. Ook de verschillende voorbehouden en uitzonderingen die voor sommige landen en landsdelen gelden, dwongen aanvullende bepalingen af. De Nederlandstalige tekst van de vier verdragsdelen besloeg 176 pagina's. De aanvullingen en uitzonderingen over bijvoorbeeld de Nationale Bank van Denemarken of het immigratiebeleid van Groot-Brittannië telden nog eens 262 pagina's. In vergelijking met de Nederlandse Grondwet van 71 pagina's en de Grondwet van de Verenigde Staten (4600 woorden) was het nieuwe verdrag dus erg lang.

### Waarden en Grondrechten
De grondwet definieerde Europa als waardengemeenschap. Daaruit vloeiden een aantal concrete grondrechten voort.

#### Waarden, grondrechten en de burger
De Grondwet ging uitvoerig in op de waarden van Europa. De inleidende tekst sprak van "universele waarden van de onschendbare en onvervreemdbare rechten van de mens en van vrijheid, democratie, gelijkheid en de rechtsstaat". Deze waarden werden in verdragsdeel II uitgewerkt.
Bezwaar hier tegen was dat deze rechten al beschermd worden door het Europese Hof voor de Rechten van de Mens op basis van het Europees Verdrag voor de Rechten van de Mens en een toenemend aantal aanvullende protocollen van de Raad van Europa. Alle lidstaten en kandidaat-leden van de EU zijn lid van deze Raad. Anderzijds wees men erop, dat het voor de burger voordelig zou zijn, wanneer de EU zich niet alleen met economische wetgeving zou bezighouden, maar ook expliciete verantwoordelijkheden zou krijgen inzake de mensen- en burgerrechten van de eigen inwoners.

#### Habeas corpus
Sommigen meenden dat het habeas corpus niet voldoende zou worden gewaarborgd door Artikel I-9: De grondrechten, zoals zij worden gewaarborgd door het EVRM en de fundamentele vrijheden en zoals zij voortvloeien uit de constitutionele tradities die de lidstaten gemeen hebben, maken als algemene beginselen deel uit van het recht van de Unie, hoewel deze het habeas corpus vermeldde. Er was discussie over de vraag of deel II van de grondwet, het Handvest van Grondrechten van de Unie, waarin de grondrechten werden opgesomd, het habeas corpusprincipe zou waarborgen.

#### Doodstraf
Een aantal tegenstanders wees het Verdrag af vanwege de mogelijkheid tot herinvoering van de doodstraf, ook in lidstaten die deze al eerder hadden afgeschaft. In artikel II-62 werd de doodstraf verboden, maar via de Verklaringen (‘Verklaring 12: Verklaring betreffende de toelichtingen bij het Handvest van de grondrechten’) was er een beperking: de doodstraf zou heringevoerd kunnen worden, echter alleen in tijd van oorlog of onmiddellijke oorlogsdreiging. Deze bepaling was direct afkomstig uit het Europees Verdrag voor de Rechten van de Mens, en was dus geen verandering ten opzichte van de bestaande situatie.
Het dertiende protocol van het EVRM sluit de doodstraf in alle gevallen, ook in tijd van oorlog, uit. Voor België is dit protocol op 1 oktober 2003 in werking getreden. Tegenstanders van het verdrag vonden dat de EU zaken naar zich toetrekt die de Raad van Europa voor een fractie van de kosten uitstekend regelt. Zij vonden dit bemoei- en regelzucht van de EU die niet zou leiden tot verbetering maar tot verwarring.

### Democratie
Het verdrag zou veel macht aan de Europese Commissie hebben gegeven: zij zou in principe met de verschillende wetsvoorstellen komen. De leden van de Commissie zouden worden benoemd door de lidstaten en vervolgens bevestigd door het Europees Parlement. Hiermee zouden de lidstaten verantwoordelijk blijven voor de kwaliteit van de Commissie, anderzijds werd hun democratische legitimatie verzwakt. Critici wezen erop dat de samenstelling van de commissie niet rechtstreeks door de burger wordt bepaald, hoewel datzelfde natuurlijk ook geldt voor de regeringen van de lidstaten.
De Europese Commissie zou de mening van het Europees Parlement op een deel van de beslissingsterreinen ongestraft kunnen negeren. Het Europees Parlement kreeg daarentegen wel een grotere medebeslissingsbevoegdheid op beleidsterreinen, waarop het voorheen geen bevoegdheden bezat, waaronder het recht op meer bevoegdheden en het worden van medewetgever. Parlementariërs kregen ook de mogelijkheid amendementen in te dienen en wetsvoorstellen op verschillende gebieden.
Het Europees Parlement kon niet een van de commissarissen wegsturen voor het door hen gevoerde beleid. Weliswaar zou het parlement zo'n commissaris mogen ondervragen en een motie van wantrouwen uitspreken, maar daar konden geen dwingende consequenties aan worden gebonden.
Het Europees Parlement, dat bestaat uit per lidstaat verkozen leden, kon ook volgens dit verdrag geen nieuwe wetten voorstellen (geen initiatiefrecht).
Het burgerinitiatief zou het mogelijk hebben gemaakt om met een miljoen handtekeningen van burgers uit verschillende Europese landen de Europese Commissie te bewegen een beslissing te heroverwegen. Zo'n petitie was adviserend en niet bindend. De mogelijkheid voor burgers om op deze manier invloed uit te oefenen is in sommige landen, waaronder Nederland, beduidend geringer.
Zowel de toekomstige president van de Europese Unie als de minister van Buitenlandse Zaken van de Europese Unie zouden niet gekozen worden door de burgers maar benoemd worden. Volgens critici zou dat proces onvoldoende transparant zijn geweest. Op deze manier zou wel voorkomen worden dat landen met een grote bevolking via verkiezingen de bevolking van kleine landen zou overstemmen.
De definitie van democratie die Thucydides (II 37.) in de mond van Pericles legde werd op vraag van Ierland uit de grondwet verwijderd, tot groot ongenoegen van Griekenland en Cyprus.

### Veiligheidsbeleid
In het kader van het voorzichtig gedefinieerde gemeenschappelijke buitenlands en veiligheidsbeleid bepaalde de grondwet onder meer in Artikel I-41: "De lidstaten verbinden zich ertoe hun militaire vermogens geleidelijk te verbeteren". Daarmee nam de EU het streven naar een gemeenschappelijke defensie formeel op in haar doelstelling. De tekst van het artikel was uitdrukkelijk verbonden aan het vervolg van hetzelfde artikel, waarin de coördinatie van defensie-uitgaven en gezamenlijke uitschrijvingen van kooporders werd nagestreefd. Hiertoe werd een Europees Defensieagentschap opgericht.
Door het formuleren van een gemeenschappelijk beleid op dit gebied zou het voor nationale overheden moeilijk worden een sterk afwijkend beleid te voeren, zoals het streven naar ontwapening, het verlaten van de NAVO of het handhaven van een strikte neutraliteitspolitiek (Zweden, Oostenrijk). Volgens de Europese regeringsleiders zou het gemeenschappelijke veiligheidsbeleid vooral dienen tot het bijdragen aan en uitvoeren van vredesoperaties.

### Economisch beleid
De in de vorige verdragen vastgelegde principes van vrij verkeer van kapitaal en goederen en het waarborgen van vrije concurrentie werden overgenomen door de nieuwe grondwet. Bepaalde terreinen, zoals het publieke omroepbestel en delen van de gezondheidszorg, bleven hiervan uitgezonderd. Veel (linkse) critici zagen dit verdrag als een 'neo-liberale grondwet', waarin de markt de voorkeur kreeg boven door de overheid geregelde nutsdiensten.
Het oorspronkelijke Verdrag van Rome uit 1957 meldde echter al in Hoofdstuk I, Artikel 3c dat er "een interne markt gekenmerkt door de afschaffing van obstakels tussen Lidstaten van het vrij verkeer van goederen, personen, diensten en kapitaal" diende te komen. Er werd verder een stelsel geïntroduceerd dat er op toe zag dat de concurrentie binnen de interne markt niet werd verstoord. Het principe van de "vrije en ongestoorde" interne markt geldt dan ook vanaf het begin. Destijds was er dan ook sprake van een economische gemeenschap.
Artikel III-167 van het Grondwetsverdrag kwam overeen met het oude Artikel 92 (later 87) van het Verdrag van Rome. Het Grondwetsartikel luidde als volgt: "Save as otherwise provided in the Constitution, any aid granted by a Member State or through State resources in any form whatsoever which distorts or threatens to distort competition by favouring certain undertakings or the production of certain goods shall, in so far as it affects trade between Member States, be incompatible with the internal market." De enige verandering ten opzichte van het Verdrag van Rome betrof de wijziging van "dit Verdrag" in "de Grondwet" en "gemeenschappelijke markt" werd nu "interne markt" genoemd. Met de (geleidelijke) overgang van een economische samenwerking naar een Unie met een eigen grondwet waren er veel beleidsterreinen bijgekomen, waarop de vrije markt nu ook als leidend principe werd gehanteerd.
De talloze uitzonderingen op het verbod op overheidssubsidies (achtergestelde regio's, rampenbestrijding etc., III-167, lid 2) waren ook rechtstreeks overgenomen uit het Verdrag van Rome (Artikel 92, later artikel 87). De Grondwet richtte zich dus niet alleen op de vrije concurrentie. Al vanaf de start van de Europese samenwerking werden overheidssubsidies en inperkingen op het beginsel van vrije concurrentie in bepaalde gevallen toegestaan.
In Artikel I-3 was een bepaling ten aanzien van sociaal beleid opgenomen. De EU "shall work for the sustainable development of Europe based on balanced economic growth and price stability, a highly competitive social market economy, aiming at full employment and social progress." en "the Union shall combat social exclusion and discrimination, and shall promote justice and social protection, equality between men and women, solidarity between generations." Ook deze bepalingen waren rechtstreeks afgeleid van het Verdrag van Rome.
Desalniettemin was enigszins onduidelijk in welke mate de beschermwaardigheid van maatschappelijke, sociale en culturele verworvenheden door de grondwet gewaarborgd zou worden. Hieronder vielen naast media en gezondheid, openbare voorzieningen en de sociale markteconomie in brede zin. De jurisprudentie van het Hof van Justitie Europese Gemeenschappen was daar vrij genuanceerd.

#### Monetair beleid
De grondwet definieerde de euro als munteenheid van de unie. Landen die in het verleden geen uitzonderingsbeding hadden gesteld, zoals Zweden, hadden daarmee de verplichting om ondanks referenda de euro (ooit) in te voeren. De in 2004 toegetreden lidstaten hadden zich reeds bij hun toetreding verplicht om invoering van de euro als nationale munteenheid na te streven.
De Europese Centrale Bank zou ook in de toekomst onafhankelijk van politieke inmenging blijven. Haar enige doel bleef het bestrijden van inflatie. Andere doelstelling zoals werkloosheidsbestrijding, waren voorbehouden aan de overheid. Daarmee zou de ECB zich blijven onderscheiden van bijvoorbeeld de Amerikaanse Federale Bank.

#### Sociaal beleid en landbouwbeleid
De grondwet zou het Europees parlement voor het eerst besluitvormingsrecht hebben gegeven over het Europese landbouwbeleid. Het feit dat het grootste deel van de unie-begroting werd uitgegeven aan het landbouwbeleid was verder al enige decennia mikpunt van kritiek. Daarnaast bleef een groot verschil in subsidiëring tussen de verschillende landen bestaan. Het subsidiëren van de landbouw werd als strijdig met het principe van de vrije markt beschouwd, aangezien dit voordeel oplevert voor boeren in de EU tegenover hun collega's van buiten de EU. Het verdrag wijzigde deze situatie niet.

### Toetreding en uittreding
In de grondwet was opgenomen dat elk land, mits het in Europa ligt en de in de grondwet opgesomde waarden onderschrijft, lid kan worden van de EU. Daarvoor was de unanieme toestemming van de unie en de lidstaten vereist. Critici vreesden dat onder deze voorwaarden landen als Oekraïne, Rusland en de staten in de Kaukasus te gemakkelijk lid zouden kunnen worden van de EU, hetgeen in de unie te grote verschillen teweeg zou brengen en deze daardoor zou ondermijnen. Omdat elke lidstaat moest toestemmen in een toekomstige uitbreiding, veranderde er aan de bestaande situatie niets.
Voor het eerst werd in een verdrag de uittreding van een lidstaat geregeld.

### Verlies aan soevereiniteit
Tegenstanders van het verdrag waren van mening dat de lidstaten te veel soevereiniteit zouden verliezen aan de Europese Unie. Het verdrag probeerde aan die bezwaren tegemoet te komen door (vergelijkbaar met de eerdere verdragsregelingen) stemrechten van nationale lidstaten niet alleen te baseren op inwonertal of economisch vermogen. Om die reden voorzag het verdrag in stemrechtwegingen, die kleine lidstaten zouden bevoordelen jegens grote lidstaten.
In Nederland vreesden veel mensen dat hun land niet meer dan "een provincie van Europa” zou worden, aangezien de Nederlandse bevolking slechts 3% van de totale Europese bevolking uitmaakte. Voorstanders wezen er op, dat Europese integratie per definitie betekende dat soevereiniteit wordt opgegeven ten bate van een gezamenlijk beleid en een gedeelde soevereiniteit. Dat was reeds met de bestaande verdragen het geval en het nieuwe verdrag bracht in die bestaande situatie geen verandering.
Ook een eventuele toetreding van Turkije en mogelijk andere landen werd in dit verband door tegenstanders genoemd. Turkije zou waarschijnlijk het grootste EU-land zijn en relatief zwaar stemrecht hebben. Het gewicht van kleine landen als Nederland en België zou daardoor afnemen.
Het verdrag hield zich evenwel niet rechtstreeks bezig met het lidmaatschap van Turkije (of andere staten). De toetreding van nieuwe lidstaten is immers afhankelijk van de toestemming door nationale regeringen en parlementen, in sommige landen ook van referenda. Daarnaast is het gehele toetredingsbeleid van de EU in handen van de nationale regeringen, die verantwoordelijk zijn voor de reeds in de jaren 1960 gedane beloften aan Turkije om toe te treden tot de (toenmalige) Europese Gemeenschap. Wel is het zo dat de stemverhoudingen uit het Verdrag van Nice vastliggen (inclusief toe te treden Roemenië en Bulgarije) en dat zonder grondwet of een nieuw verdrag er opnieuw moeilijke onderhandelingen over stemverhoudingen gevoerd dienen te worden voordat Turkije of een ander land zou kunnen toetreden. Het raamwerk voor de onderhandelingen tussen de EU en Turkije is gedefinieerd door de nationale regeringen.

### Gebrek aan openheid
Veel, maar niet alle, vergaderingen van de Europese Raad van Ministers zouden openbaar worden onder dit verdrag. Het Comité van Permanente Vertegenwoordigers en zijn 200 raadswerkgroepen, de belangrijkste adviesorganen van de Raad, bleven achter 'gesloten deuren' vergaderen. Dit is vergelijkbaar met de vergaderingen van ambtenaren en commissies van de verschillende Nederlandse en Belgische ministeries. Deze vergaderen ook achter 'gesloten deuren'.
Ook de vergaderingen van de Europese Commissie zouden niet openbaar worden, maar dit geldt voor vrijwel elk bestuursorgaan of regering. De ministerraadsvergadering in Nederland is ook niet openbaar. Bijeenkomsten van het Europees Parlement zijn openbaar, net zoals de bijeenkomsten van de Tweede Kamer in Nederland dat zijn.

## Tijdlijn
De historie van de Europese Unie tot aan de Grondwet
|                          |                                        |                                                          |                                                          |                                                          |                                                          |                           |                           |                    |      |          |      |
| 1948                     | 1952                                   | 1958                                                     | 1967                                                     | 1987                                                     | 1993                                                     | 1993                      | 1999                      | 2002               | 2003 | 2009     | 2011 |
| Brussel                  | EGKS                                   | EEG / Euratom                                            | Fusieverdrag                                             | Europese Akte                                            | EU-Verdrag                                               | EU-Verdrag                | Amsterdam                 |                    | Nice | Lissabon |      |
|                          |                                        |                                                          | Europese Gemeenschap voor Kolen en Staal (EGKS)          |                                                          |                                                          |                           |                           |                    |      |          |      |
|                          |                                        | Europese Gemeenschap voor Atoomenergie (EURATOM)         |                                                          |                                                          |                                                          |                           |                           |                    |      |          |      |
|                          | Europese Economische Gemeenschap (EEG) | Europese Economische Gemeenschap (EEG)                   | → P Ĳ L E R S →                                          |                                                          | Europese Gemeenschap (EG)                                | Europese Gemeenschap (EG) | Europese Gemeenschap (EG) | Europese Unie (EU) |      |          |      |
|                          | ↑Europese Gemeenschappen↑              | ↑Europese Gemeenschappen↑                                | ↑Europese Gemeenschappen↑                                | Justitie & Binnenlandse Zaken (JBZ)                      | Europese Gemeenschap (EG)                                | Europese Gemeenschap (EG) | Europese Gemeenschap (EG) | Europese Unie (EU) |      |          |      |
|                          |                                        | Politiële & justitiële samenwerking in strafzaken (PJSS) | → P Ĳ L E R S →                                          |                                                          |                                                          |                           |                           | Europese Unie (EU) |      |          |      |
|                          | Europese politieke samenwerking (EPS)  | Gemeenschappelijk buitenlands & veiligheidsbeleid (GBVB) | Gemeenschappelijk buitenlands & veiligheidsbeleid (GBVB) | Gemeenschappelijk buitenlands & veiligheidsbeleid (GBVB) | Gemeenschappelijk buitenlands & veiligheidsbeleid (GBVB) |                           |                           | Europese Unie (EU) |      |          |      |
|                          | Europese politieke samenwerking (EPS)  |                                                          |                                                          |                                                          |                                                          |                           |                           | Europese Unie (EU) |      |          |      |
| West-Europese Unie (WEU) |                                        |                                                          |                                                          |                                                          |                                                          |                           |                           | Europese Unie (EU) |      |          |      |
|                          |                                        |                                                          |                                                          |                                                          |                                                          |                           |                           |                    |      |          |      |